# Obersteinbach
Obersteinbach (en alsacià Owerstanbach) és un municipi francès, situat a la regió del Gran Est, al departament del Baix Rin. L'any 1999 tenia 184 habitants.

## Demografia
| 1962 | 1968 | 1975 | 1982 | 1990 | 1999 |
| ---- | ---- | ---- | ---- | ---- | ---- |
| 193  | 230  | 189  | 197  | 199  | 184  |

## Administració
| Període   | Identitat         | Partit |
| --------- | ----------------- | ------ |
| 2001-2008 | Dominique Wittmer |        |
| 2008-     | Willy Meyer       |        |